# (11335) Santiago
(11335) Santiago es un asteroide perteneciente al cinturón de asteroides descubierto el 20 de abril de 1996 por Eric Walter Elst desde el Observatorio de La Silla, Chile.

## Designación y nombre
Santiago fue designado inicialmente como 1996 HW23.
Más adelante, en 2000, se nombró por la ciudad chilena de Santiago de Chile.

## Características orbitales
Santiago está situado a una distancia media del Sol de 2,364 ua, pudiendo acercarse hasta 1,985 ua y alejarse hasta 2,743 ua. Su excentricidad es 0,1601 y la inclinación orbital 6,306 grados. Emplea 1328 días en completar una órbita alrededor del Sol. El movimiento de Santiago sobre el fondo estelar es de 0,2712 grados por día.

## Características físicas
La magnitud absoluta de Santiago es 14,8.